# Half-Decent Proposal
Half-Decent Proposal, llamado Proposición semidecente en España y Una proposición un poco indecorosa en Hispanoamérica, es un episodio perteneciente a la decimotercera temporada de la serie animada Los Simpson, emitido originalmente el 10 de febrero de 2002. El episodio fue escrito por Tim Long y dirigido por Lauren MacMullan. Jon Lovitz fue la estrella invitada, interpretando por segunda vez a Artie Ziff (recordemos que en el capítulo The Front de la cuarta temporada, la voz de Artie fue interpretada por Dan Castellaneta). En 2006, IGN nombró al episodio como el mejor de la decimotercera temporada.

## Sinopsis
Todo comienza cuando Marge queda irritada por los insoportables ronquidos de Homer, los cuales no le permiten dormir. Va a ver al Dr. Hibbert para que solucione el problema, y consulta sobre una operación, pero el doctor le dice que es muy cara. Tratando de solucionar su insomnio, Marge pasa una noche con Patty y Selma, y escucha en las noticias que su viejo "novio", Artie Ziff, es uno de los cinco hombres más ricos de Estados Unidos. Marge les dicta a sus hermanas un correo electrónico para felicitar a Artie, pero Patty y Selma lo modifican, diciendo que Marge estaba loca por él. Artie, quien a través de los años había desarrollado una obsesión por Marge, vuela con su helicóptero hacia la casa de los Simpson para verla. 
Una vez en la casa de los Simpson, Artie le ofrece a Marge un millón de dólares por pasar un fin de semana en su casa con él, solo para que ella viera cómo serían las cosas si ambos se hubiesen casado. Marge rechaza la oferta, pero, esa noche, siente que ya no puede soportar los ronquidos de Homer. Por eso, decide aceptar la oferta de Artie, para así poder pagar la cirugía que acabaría con los ronquidos de su esposo. Artie y Marge la pasan realmente bien, hasta que Artie organiza un falso baile de graduación, idéntico al que habían tenido al terminar la preparatoria (visto en el episodio The Way We Was). Homer, llegando al baile para vigilar a Marge y a Artie, es expulsado antes de lograr entrar, y se va, junto con Lenny, quien lo había acompañado. Sin embargo, logra ver a Artie besando a Marge, aunque en realidad él le había engañado para lograr besarla.
Lenny se siente igualmente rechazado con respecto a Carl, por lo que él y Homer deciden conseguir trabajo en Springfield del Oeste, un lugar que era prácticamente una sentencia a muerte. En el camino hacia el lugar, ambos discuten sobre los amores que habían dejado atrás. Todos los cactus, para Homer, se parecían a Marge, y Lenny, triste, señala hacia Monte Carlmore, una montaña tallada con la forma de la cara de Carl que había hecho durante un verano. Mientras tanto, Marge deja a Artie y descubre lo que Homer había hecho cuando regresa a su casa. 
Mientras trabajan en una especie de destilería de petróleo, Lenny y Homer, por accidente, comienzan a encerrarse en un círculo de fuego, empezado por una hormiga. Sus llantos por haber dejado todo atrás son reemplazados por gritos, mientras que ambos comienzan a sentir el calor de las llamas. Marge, Bart y Lisa van con Artie y Carl a Springfield del Oeste para salvar a Homer y a Lenny. Al principio, ambos se niegan a subir al helicóptero de Artie, ya que Homer aún creía que Marge y Artie estaban juntos, y Lenny pensaba que no había nada bueno para él en el vehículo. Sin embargo, Artie admite su derrota ante Homer, diciendo que él jamás podría ganar el amor de Marge, ni siquiera con su dinero. Carl revela que está en el helicóptero, por lo que ambos se salvan.
El matrimonio de Marge y Homer, además, queda salvado cuando Artie ofrece una solución para los problemas de los ronquidos de Homer, con un aparato en forma de máscara que convierte los sonidos de ronquidos en música, pero luego se descubre que tiene una cámara que Artie usa para espiar a Marge e insultar a Homer mientras duerme.